# Saint-Ferréol-Trente-Pas
Pour les articles homonymes, voir Saint-Ferréol.
Saint-Ferréol-Trente-Pas est une commune française située dans le département de la Drôme, en région Auvergne-Rhône-Alpes.

## Géographie

### Localisation
La commune de Saint-Ferréol-Trente-Pas est située à 13 km au nord-est de Nyons (chef-lieu du canton) et à 22 km au sud-est de Dieulefit.

### Relief et géologie
Sites particuliers :
- Défilé des Trente-Pas[1].
- Pas de l'Étroit[1].

### Hydrographie
La commune est arrosée par de nombreux ruisseaux dont Le Bentrix, affluent de l'Eygues[réf. nécessaire].
Le village est situé au confluent avec le Ruisseau de Trente-Pas, ainsi nommé parce qu'il aurait eu trente gués (ou passages, « pas ») sur son cours pour le traverser[réf. nécessaire].

### Climat
Pour des articles plus généraux, voir Climat d'Auvergne-Rhône-Alpes et Climat de la Drôme.
En 2010, le climat de la commune est de type climat méditerranéen altéré, selon une étude du Centre national de la recherche scientifique s'appuyant sur une série de données couvrant la période 1971-2000. En 2020, Météo-France publie une typologie des climats de la France métropolitaine dans laquelle la commune est exposée à un climat de montagne ou de marges de montagne et est dans la région climatique  Alpes du sud, caractérisée par une pluviométrie annuelle de 850 à 1 000 mm, minimale en été. 
Pour la période 1971-2000, la température annuelle moyenne est de 12,3 °C, avec une amplitude thermique annuelle de 16,4 °C. Le cumul annuel moyen de précipitations est de 846 mm, avec 7,1 jours de précipitations en janvier et 4,1 jours en juillet. Pour la période 1991-2020, la température moyenne annuelle observée sur la station météorologique de Météo-France la plus proche, « Nyons P182 », sur la commune de Nyons à 10 km à vol d'oiseau, est de 14,5 °C et le cumul annuel moyen de précipitations est de 756,7 mm,. Pour l'avenir, les paramètres climatiques de la commune estimés pour 2050 selon différents scénarios d'émission de gaz à effet de serre sont consultables sur un site dédié publié par Météo-France en novembre 2022.

### Voies de communication et transports
Les gorges de Trente-Pas, au nord du village, sont aujourd'hui empruntées par la départementale D 70 qui traverse la commune. Cette route permet de rejoindre Crest, Valence et l'autoroute A7 en direction de Lyon.
Au nord du village également, la départementale D 130 permet de rejoindre Dieulefit et Montélimar par le col de Valouse. Cependant, c'est une route relativement étroite et difficilement praticable l'hiver notamment.
Au sud du village, la départementale D 70 permet de rejoindre Nyons, Orange, l'autoroute A7 en direction de Marseille et l'autoroute A9.
Pour accéder à la mairie, l'école et le hameau du Monestier, il faut emprunter la départementale D 186 en direction de Chaudebonne.
La ligne de bus 38 du réseau interurbain de la Drôme qui relie Bouvières à Nyons traverse le village. Elle circule en période scolaire et tous les jeudis matin (pour le marché de Nyons).

## Urbanisme

### Typologie
Au 1er janvier 2024, Saint-Ferréol-Trente-Pas est catégorisée commune rurale à habitat très dispersé, selon la nouvelle grille communale de densité à 7 niveaux définie par l'Insee en 2022.
Elle est située hors unité urbaine. Par ailleurs la commune fait partie de l'aire d'attraction de Nyons, dont elle est une commune de la couronne,. Cette aire, qui regroupe 17 communes, est catégorisée dans les aires de moins de 50 000 habitants,.

### Occupation des sols
L'occupation des sols de la commune, telle qu'elle ressort de la base de données européenne d’occupation biophysique des sols Corine Land Cover (CLC), est marquée par l'importance des forêts et milieux semi-naturels (75,8 % en 2018), une proportion identique à celle de 1990 (75,8 %). La répartition détaillée en 2018 est la suivante : 
forêts (68,6 %), zones agricoles hétérogènes (24,2 %), milieux à végétation arbustive et/ou herbacée (6,5 %), espaces ouverts, sans ou avec peu de végétation (0,7 %). L'évolution de l’occupation des sols de la commune et de ses infrastructures peut être observée sur les différentes représentations cartographiques du territoire : la carte de Cassini (XVIIIe siècle), la carte d'état-major (1820-1866) et les cartes ou photos aériennes de l'IGN pour la période actuelle (1950 à aujourd'hui).

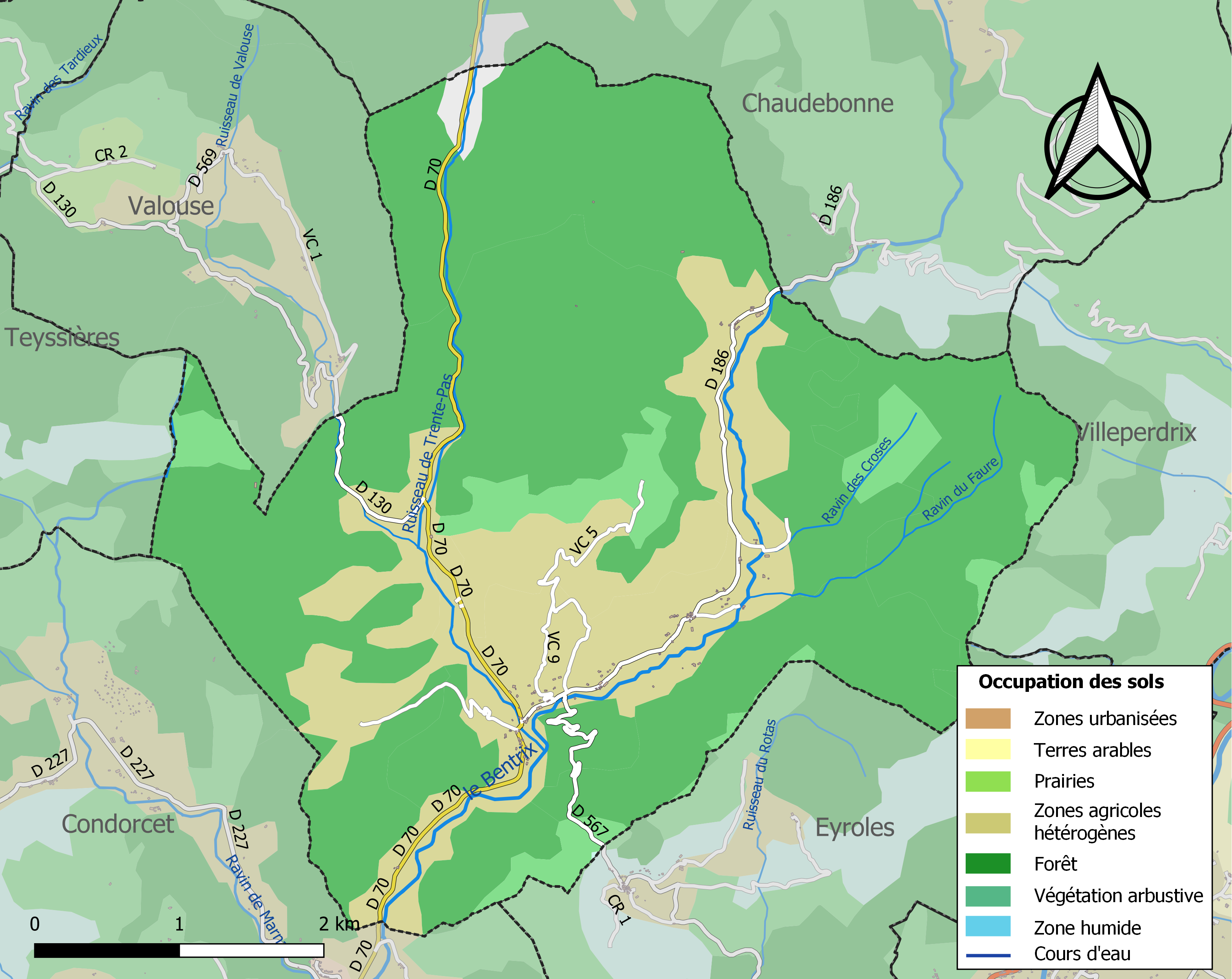
Carte des infrastructures et de l'occupation des sols de la commune en 2018 (CLC).

### Morphologie urbaine

#### Hameaux et lieux-dits
- Le Monestier[14]

### Risques naturels et technologiques
La commune est située en zone de sismicité 3 (modérée).

## Toponymie

### Attestations
- XIVe siècle : mention de la paroisse : capella Sancti Ferreoli (pouillé de Valence)[16].
- 1391 : Sanctus Ferriolus in Baronniis (choix de docum., 216)[16].
- 1449 : mention de la paroisse : capella Sancti Ferruoli (pouillé hist.)[16].
- 1516 : mention de la paroisse : cura Sancti Ferreoli (rôle de décimes)[16].
- 1644 : Sainct Ferruol (visites épiscopales)[16].
- 1705 : Sainct Ferriol (dénombrement du royaume)[16].
- XVIIIe siècle : Saint Ferréol le Désert (Cassini)[16].
- 1891 : Saint-Ferréol, commune du canton de Nyons[16].
- 1920 : Saint-Ferréol-Trente-Pas (décret du 14 mai 1920) par ajout du nom du ruisseau Trente-Pas (voir Hydrographie)[réf. nécessaire].

## Histoire
Pour un article plus général, voir Histoire de la Drôme.

### Préhistoire
Découverte en 1978 d'un site archéologique aux Gandus, à l'entrée des gorges de Trente Pas. Les fouilles permirent d'établir l'existence d'un habitat important avec un peuple chassant le cerf et le sanglier, cultivant blé, épeautre, féverole, lentille bâtarde et élevant ovins, porcins, caprins et bovins. La datation au carbone 14 permet une estimation aux alentours de 825 ans avant notre ère (fin de l'âge du bronze),[réf. nécessaire].

### Du Moyen Âge à la Révolution
VIIe siècle : les moines de l'abbaye de Bodon s'installent au hameau du Monestier, défrichent les terres, mettant en place jardins et vergers où poussait l'olivier franc,[réf. nécessaire].
VIIIe siècle : le prieuré semble avoir été ruiné par les Sarrasins,[réf. nécessaire].
La seigneurie :
- Au point de vue féodal, Saint-Ferréol était une terre du patrimoine des évêques de Die.
- 1236 : possession des Bourdeaux.
- 1486 : la moitié de la terre est possédée par les Pellissier.
- 1619 : la seconde moitié est aliénée aux Bertrand et aux Morges.
  - 1622 : cette seconde moitié est vendue aux Marron et aux Gabriac.
  - La part des Gabriac passe (par héritage) aux Ollivier.
  - La part des Ollivier passe aux Bertrand.
- Les Bertrand héritent de la part des Pellissier dont ils prennent le nom. La terre est réunifiée. Les Bertrand-Pellissier sont les derniers seigneurs de Saint-Ferréol.

En 1789 les villageois cultivaient le blé, l'épeautre, avec quelques oliviers. Ils possédaient 11 à 12 trenteniers de bestiaux laineux,[réf. nécessaire].
Avant 1790, Saint-Ferréol était une communauté de l'élection de Montélimar, de la subdélégation de Crest et du bailliage de Die.

Elle formait une paroisse du diocèse de Die, dont une partie des dîmes appartenait au curé, et celles du quartier du Monestier, au prieur de Saint-May en sa qualité de prieur de Saint-Ferréol (voir Le Monestier).

#### Le Monestier
Dictionnaire topographique du département de la Drôme :
- 1183 : mention de l'église Notre-Dame : ecclesia Sancte Marie (Masures de l'Isle-Barbe, 119) ;
- XIVe siècle : mention du prieuré : prioratus monasterii Sancti Ferreoli (pouillé de Die) ;
- 1891 : Le Monestier, hameau de la commune de Saint-Ferréol.

Ancien prieuré de bénédictins, de la dépendance de l'abbaye de l'Île-Barbe, qui, fondé au VIe siècle, fut uni vers la fin du XVIe siècle au prieuré de Saint-May, et dont le titulaire eut de ce chef, jusqu'à la Révolution, les dîmes du quartier du Monestier (dans la paroisse de Saint-Ferréol).

### De la Révolution à nos jours
En 1790, la commune est comprise dans le canton de La Motte-Chalancon et trois ans après dans celui de Condorcet. La réorganisation de l'an VIII (1799-1800) la place dans le canton de Nyons.
1921 : départ de la dernière famille de l'ancien village[réf. nécessaire].

## Politique et administration

### Tendance politique et résultats
Élections présidentielles

### Administration municipale
Le village de Saint-Ferréol-Trente-Pas est une collectivité territoriale administrée par un conseil municipal qui est l'assemblée délibérante de la commune et qui a pour mission de régler par ses délibérations les affaires de la commune. Le conseil municipal élit en son sein le maire. Comme pour toute commune dont la population est comprise entre 100 et 499 habitants, ce conseil est composé de 11 membres (le maire, 3 adjoints et 7 conseillers municipaux) élus au suffrage universel direct pour un mandat de six ans renouvelable.

### Liste des maires
| Période                                  | Période  | Identité           | Étiquette                       | Qualité                     |
| ---------------------------------------- | -------- | ------------------ | ------------------------------- | --------------------------- |
| Les données manquantes sont à compléter. |          |                    |                                 |                             |
| 1871                                     |          | Xavier Barre       |                                 | conseiller d'arrondissement |
| 1874                                     |          | Xavier Barre       |                                 | maire sortant               |
| 1878                                     |          | Xavier Barre       |                                 | maire sortant               |
| 1884                                     |          | Xavier Barre       |                                 | maire sortant               |
| 1888                                     |          | ?                  |                                 |                             |
| 1892                                     |          | ?                  |                                 |                             |
| 1896                                     |          | ?                  |                                 |                             |
| 1900                                     |          | ?                  |                                 |                             |
| 1904                                     |          | ?                  |                                 |                             |
| 1908                                     |          | ?                  |                                 |                             |
| 1912                                     |          | ?                  |                                 |                             |
| 1919                                     |          | ?                  |                                 |                             |
| 1925                                     |          | ?                  |                                 |                             |
| 1929                                     |          | ?                  |                                 |                             |
| 1935                                     |          | ?                  |                                 |                             |
| 1945                                     |          | ?                  |                                 |                             |
| 1947                                     | 1953     | Marcel Bonniot     |                                 | Instituteur                 |
| 1953                                     | 1955     | Marcel Bonniot     |                                 | maire sortant               |
| 1959                                     |          | ?                  |                                 |                             |
| 1965                                     | 1971     | Maurice Teysseire  |                                 |                             |
| 1971                                     | 1977     | Maurice Teysseire  |                                 | maire sortant               |
| 1977                                     | 1983     | Albert Servant     |                                 |                             |
| 1983                                     | 1989     | Albert Servant     |                                 | maire sortant               |
| 1989                                     | 1995     | Gérard Bravais     |                                 |                             |
| 1995                                     | 2001     | Gérard Bravais     |                                 | maire sortant               |
| 2001                                     | 2008     | Maurice Videcoq    |                                 |                             |
| 2008                                     | 2014     | Maurice Videcoq    |                                 | maire sortant               |
| 2014                                     | 2020     | Claude Thomas      | (sans étiquette)                | retraité                    |
| 2020                                     | En cours | Fabienne Barbanson | (s.é.) Liste Tous pour Saint Fé |                             |

### Rattachements administratifs et électoraux
En 1800, la commune fait partie du Canton de Nyons puis, en 2015, de celui de Nyons et Baronnies, dans l'arrondissement de Nyons.
Depuis le découpage de 1986, elle est rattachée à la 3e circonscription législative de la Drôme.
De 1997 à 2016, elle fait partie  de la communauté de communes du Val d'Eygues puis, en 2017, de celle des Baronnies en Drôme Provençale.

## Population et société

### Démographie
L'évolution du nombre d'habitants est connue à travers les recensements de la population effectués dans la commune depuis 1793. Pour les communes de moins de 10 000 habitants, une enquête de recensement portant sur toute la population est réalisée tous les cinq ans, les populations de référence des années intermédiaires étant quant à elles estimées par interpolation ou extrapolation. Pour la commune, le premier recensement exhaustif entrant dans le cadre du nouveau dispositif a été réalisé en 2006.

En 2022, la commune comptait 221 habitants, en évolution de −10,89 % par rapport à 2016 (Drôme : +2,64 %, France hors Mayotte : +2,11 %).
| 1793 | 1800 | 1806 | 1821 | 1831 | 1836 | 1841 | 1846 | 1851 |
| ---- | ---- | ---- | ---- | ---- | ---- | ---- | ---- | ---- |
| 339  | 255  | 383  | 384  | 424  | 440  | 454  | 471  | 493  |

| 1856 | 1861 | 1866 | 1872 | 1876 | 1881 | 1886 | 1891 | 1896 |
| ---- | ---- | ---- | ---- | ---- | ---- | ---- | ---- | ---- |
| 435  | 397  | 392  | 418  | 419  | 386  | 336  | 319  | 296  |

| 1901 | 1906 | 1911 | 1921 | 1926 | 1931 | 1936 | 1946 | 1954 |
| ---- | ---- | ---- | ---- | ---- | ---- | ---- | ---- | ---- |
| 279  | 273  | 266  | 212  | 201  | 179  | 176  | 132  | 135  |

| 1962 | 1968 | 1975 | 1982 | 1990 | 1999 | 2006 | 2011 | 2016 |
| ---- | ---- | ---- | ---- | ---- | ---- | ---- | ---- | ---- |
| 130  | 123  | 124  | 139  | 191  | 212  | 224  | 219  | 248  |

| 2021 | 2022 | - | - | - | - | - | - | - |
| ---- | ---- | - | - | - | - | - | - | - |
| 239  | 221  | - | - | - | - | - | - | - |

### Services et équipements
Le secrétariat de la mairie est ouvert le jeudi de 8 h 30 à 16 h 30.
Le réseau d'eau courante de la commune est géré, comme pour la commune voisine de Condorcet, par le syndicat intercommunal des eaux du Bentrix. Le secrétariat est situé dans le village et il est ouvert le vendredi de 9 h à 12 h.
L'agence postale la plus proche est située à Condorcet, elle est ouverte du lundi au vendredi de 9 h à 12 h et le samedi de 10 h à 12 h.

### Enseignement
La commune, qui dépend de l'Académie de Grenoble, possède une école primaire faisant partie du regroupement pédagogique intercommunal (R.P.I) du Bentrix. L'école maternelle se situe dans la commune voisine de Condorcet. Les services de garderie, cantine et de gestion des écoles sont gérés par le syndicat intercommunal à vocation scolaire (S.I.V.O.S) La Récréation.
Le collège public le plus proche se situe à Nyons.
Le lycée public le plus proche se situe également à Nyons. Les lycéens peuvent y suivre un cursus général ou technologique (filière STMG uniquement). 
Le lycée professionnel le plus proche se situe à Valréas mais dépend de l'Académie d'Aix-Marseille.

### Santé
La commune ne possède aucun médecin. Les médecins généralistes les plus proches se trouvent sur les communes de Nyons et Sainte-Jalle.
Les services d'urgences hospitalières les plus proches se situent à Valréas et Vaison-la-Romaine.
Les cabinets dentaires les plus proches sont situés à Nyons.

### Manifestations culturelles et festivités
- Fête votive (ou patronale) : troisième ou quatrième week-end de juillet[35].
- Vers le 15 août, dans le cadre du festival « Parfum de jazz », un concert est donné au profit de la lutte contre la mucoviscidose[36],[37].

### Loisirs
- Pêche[1].
- Baignade[1].
- Randonnées[1].

### Médias
Le territoire de la commune se situe dans l'aire de diffusion de plusieurs médias :

#### Presse écrite
- Le Dauphiné libéré, quotidien régional qui consacre, chaque jour, y compris le dimanche, dans son édition de « Romans et Drôme des collines » un ou plusieurs articles à l'actualité du canton et de la commune, ainsi que des informations sur les éventuelles manifestations locales, les travaux routiers, et autres événements divers à caractère local.
- L'Agriculture Drômoise, journal d'informations agricoles et rurales qui couvre l'ensemble du département de la Drôme.
- Drôme Hebdo (ancien Peuple Libre), hebdomadaire chrétien d'informations.

#### Presse audio-visuelle
- Ici Drôme Ardèche est une radio publique diffusée sur son territoire et celui du département de la Drôme.

### Cultes
Le village fait partie de la paroisse catholique Notre Dame du Haut-Nyonsais, faisant elle-même partie de l'Unité Pastorale entre Lance et Ventoux. Une messe est célébrée dans l'église de la commune au moins une fois par an.
Le temple protestant le plus proche est situé à Nyons.

## Économie

### Agriculture
En 1992 : pâturages (ovins, caprins), oliviers, vignes.
Aujourd'hui, les ovins ont presque disparu laissant la place aux caprins, avec un cheptel d'environ 1 000 têtes (production de lait et fromage). L'olivier y pousse toujours. Beaucoup de lavande, un peu de blé et un champ d'épeautre[réf. nécessaire].

### Tourisme
La commune possède deux campings, le camping Le Pilat et le camping de Trente Pas, ainsi qu'une auberge et une vingtaine de gites.

## Culture locale et patrimoine

### Lieux et monuments
- Ruines de l'église de l'ancien village (sur la colline Sainte-Anne)[réf. nécessaire].
- Ferme forte du XIVe siècle, remaniée et agrandie aux XVIe, XVIIe et XIXe siècles[réf. nécessaire].
- Trace de fortification sur un rocher dominant la ferme[réf. nécessaire].
- Église Saint-Ferréol de Saint-Ferréol-Trente-Pas. Petite église rustique à double clocheton[1].

### Patrimoine naturel
- Les Gorges de Trente Pas (sortie du village en direction de Bouvières) sont un site inscrit depuis le 27 octobre 1948 sous le nom de Défilé de Trente Pas[44].

La commune fait partie du Parc naturel régional des Baronnies provençales.

### Héraldique, logotype et devise
|  | Saint-Ferréol-Trente-Pas possède des armoiries dont l'origine et le blasonnement exact ne sont pas disponibles. |